# Eriocaulon pubigerum
Eriocaulon pubigerum är en gräsväxtart som beskrevs av August Gustav Heinrich von Bongard. Eriocaulon pubigerum ingår i släktet Eriocaulon och familjen Eriocaulaceae. Inga underarter finns listade i Catalogue of Life.